# Arcangelo Corelli

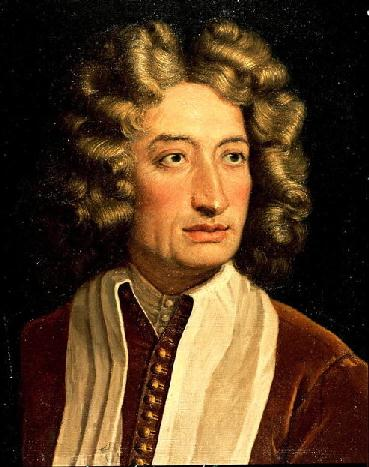
Arcangelo Corelli

Arcangelo Corelli (17. února 1653 Fusignano – 8. ledna 1713 Řím) byl italský barokní hudební skladatel a houslista. Působil v několika evropských městech, nakonec zakotvil v Římě. Jeho přínos spočívá zejména v rozvoji barokního instrumentálního koncertu concerto grosso a ve zdokonalení techniky houslové hry.

## Život
Arcangelo Corelli se narodil ve Fusignanu v dnešní provincii Ravenna. O jeho dětství není mnoho známo. Učil se na housle u Giovanni Battisty Bassaniho a kompozici u proslulého zpěváka papežské kapely Mattea Simonelliho.
První velký úspěch zažil již v osmnácti letech v Paříži, a ten mu otevřel dveře do Evropy. Strávil nějaký čas u svého přítele skladatele a houslisty Cristiana Farinelliho, který byl strýcem proslulého kastráta Farinelliho. Nějaký čas v roce 1681 pobýval také na dvoře bavorského prince.
V roce 1685 byl v Římě, kde řídil hudební produkce pro královnu Kristinu Švédskou. Jeho velkým příznivcem se stal kardinál Pietro Ottoboni (příbuzný jiného Pietra Ottoboniho, který se stal v roce 1689 papežem Alexandrem VIII.). V letech 1689 a 1690 pracoval v Modeně pro vévodu modenského. Vrátil se však do Říma a žil v paláci kardinála Ottoboniho. V jeho paláci pravidelně organizoval pondělní koncerty, na nichž uváděl nejen díla svá, ale i díla svých současníků.
Corelli zemřel v Římě ve věku 59 let a je pochován v římském Pantheonu. Zanechal po sobě nejen značný majetek, ale i rozsáhlou a velmi kvalitní sbírku obrazů.

## Dílo
Corelli byl vynikající houslista, a proto nejen samotné kompozice, ale i způsob interpretace znamenal výrazný pokrok ve vývoji hry na housle. Tuto stránku jeho uměleckého talentu dále rozvíjeli i jeho žáci, např. Francesco Geminiani nebo Pietro Locatelli.
Největší význam Corelliho pro dějiny hudby však spočívá v rozvoji formy concerto grosso, kterou sice převzal od Alessandra Stradelly, ale dal jí jméno a dovedl ji k formální dokonalosti, takže se stala vzorem pro díla takových skladatelů jako byl Antonio Vivaldi, Johann Sebastian Bach nebo Georg Friedrich Händel

## Hlavní díla
- Opus 1, 12 triových sonát (1681)
- Opus 2, 12 triových sonát (1685)
- Opus 3, 12 triových sonát (1689)
- Opus 4, 12 triových sonát Sonatas (1694)
- Opus 5, 12 sonát pro housle a continuo (1700)
- Opus 6, 12 concerti grossi (1714) (posmrtně)